# Галиполи (Турция)
Вижте пояснителната страница за други значения на Галиполи.
Галиполи (на турски: Gelibolu, Гелиболу на старогръцки: Καλλίπολις, наричан още и Калипол) е град, разположен в Източна Тракия, Турция, вилает Чанаккале. В Средновековието Галиполи има голямо значение като складово място за италианската търговия. По-важни събития:
- 1190 г. – оттук се прехвърля в Мала Азия армия кръстоносци под предводителството на Фридрих Барбароса;
- 1204 г. – градът е завоюван от Венеция;
- 1306 г. – обсаден, опустошен и разрушен от каталаните;
- 1354 г. – превзет от Османската империя;
- 1416 г. – край Галиполи венецианският флот удържа морска победа над турците.

Главното военно значение на Галиполи е основано на възможността да препречи тук пътя на съдовете и по море, и по полуострова. Френски инженери построяват тук през 1864 г. редица укрепления, а през 1877 г. са обновени и усилени.
По време на Балканската война в 1912 година 4 души от Галиполи се включват като доброволци в Македоно-одринското опълчение.
Понастоящем населението наброява около 15 хил. души, включително турци, гърци, арменци и евреи. Има няколко джамии и паметници от византийската епоха.

## Личности
Родени в Галиполи
- Димитър Аристиди, македоно-одрински опълченец, 25-годишен, земеделец, 3 рота на 14 воденска дружина[2]
- Калиник Преспански и Охридски, гръцки духовник, охридски и преспански митрополит от 1802 до 1843 г.
- Константин Асимиадис (1872 – 1913), гръцки духовник
- Максимос Калиполитис, гръцки учен от 17 век
- Пири Реис (1470 – 1553), османски мореплавател и картограф